# Cirque de los Altares
Le cirque de los Altares est un cirque glaciaire des Andes patagoniennes, situé dans le champ de glace Sud de Patagonie, où le cerro Torre et le Fitz Roy sont visibles depuis ses côtés ouest. Il est situé dans la zone en litige entre le Chili et l'Argentine, avec une frontière définie dans la partie nord du site,.
Il est situé dans le parc national Bernardo O'Higgins dans la région de Magallanes et de l'Antarctique chilien et dans la partie argentine (en litige) dans le parc national Los Glaciares dans la Province de Santa Cruz.
Les circuits vers le site partent de la ville argentine d'El Chaltén, passant par le Paso Marconi pour atteindre le site. Des excursions sont également proposées depuis la ville chilienne de Villa O'Higgins.
À l'est du cordón Torre se trouve le site naturel de la Cordillère du Chaltén, également dans le parc national Bernardo O'Higgins.
En 2021, une controverse a surgi lorsque la CONAF (du Chili) a installé un dôme dans cet endroit dont la partie sud est revendiquée par les deux pays.

## Montagnes
Les montagnes suivantes font partie du panorama :
- Cerro Rincón ;
- Cerro Domo Blanco ;
- Fitz Roy ;
- Cerro Standhardt ;
- Punta Herón ;
- Torre Egger ;
- Cerro Torre ;
- Cerro Adela Norte.

## Frontière internationale

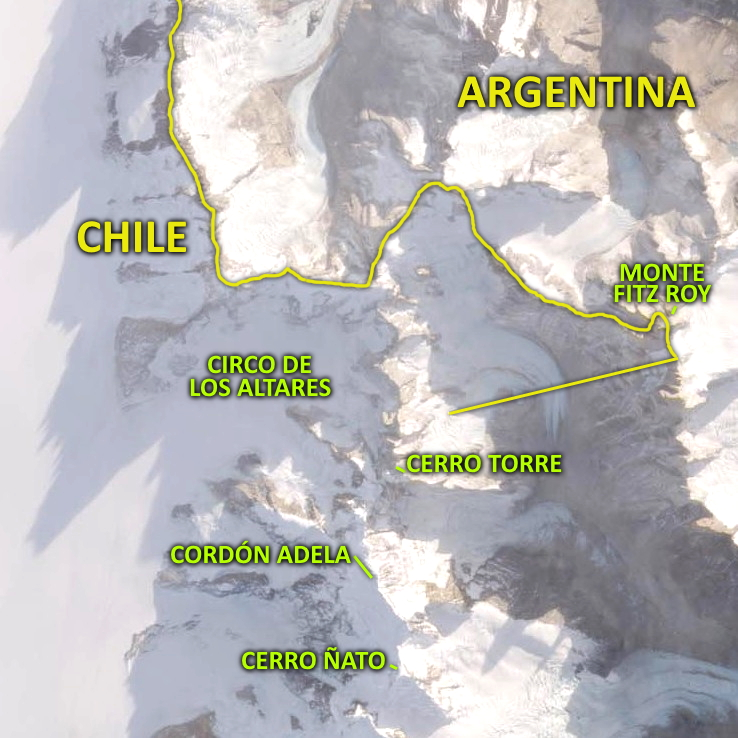
Carte de la région avec la frontière actuellement définie par les deux pays.

La frontière entre l'Argentine et le Chili dans cette région a été définie par la décision d'arbitrage de 1994 concernant Laguna del Desierto, qui passe au nord du cirque de los Altares, en faisant l'unique accès chilien au mont Fitz Roy. La frontière allant du sud du Fitz Roy jusqu'à une zone intermédiaire vers la chaîne du Cerro Torre à l'ouest a été établie dans la section B de l'accord de 1998 concernant les champs de glace sud-patagonique avec les points A et B ayant des coordonnées exactes. Cet accord a également établi une zone en attente de démarcation, où le site est situé.
La cartographie argentine avant l'accord de 1998 et actuellement utilisée dans ce pays revendique la partie sud du cirque de los Altares comme argentine, laissant la partie nord au Chili.
En revanche, la cartographie chilienne avant l'accord de 1998 revendique l'ensemble du site, la frontière internationale étant la chaîne d'Adela jusqu'à la partie menant au Fitz Roy.
Dans le procès-verbal du 1er octobre 1898, l'expert chilien Diego Barros Arana et son homologue argentin Francisco Pascasio Moreno sont convenus de la définition de la frontière dans la région des champs de glace sud-patagonique, définie par les repères montagneux suivants et leur continuité naturelle : Fitz Roy, Torre, Huemul, Campana, Agassiz, Heim, Mayo et Stokes,,. Le cirque de los Altares est situé à l'ouest de la ligne définie par les deux experts, le considérant ainsi comme un territoire chilien selon cette ligne.